# Theater Kikker
Theater Kikker is een theater aan de Ganzenmarkt in de binnenstad van Utrecht. Het theater heeft twee zalen waarin een mengeling aan eigentijds toneel en moderne dans ten uitvoering gebracht wordt. Kikker werkt veel met vrijwilligers.

## Geschiedenis
Het theater werd in 1972 onder de naam 'Tejater Kikker' opgericht door leden van het Utrechtsch Studenten Corps. Het was aanvankelijk gehuisvest in de studentensociëteit Placet hic Requiescere Musis van het USC aan het Janskerkhof. Inmiddels 'Theater Kikker' geheten verhuisde het in 1980 naar de Ganzenmarkt.

## Programmering
In het programma richt Theater Kikker op de eigen stad: Utrechtse makers en groepen, plaatselijke festivals zijn hier van harte welkom, evenals jong opkomend theatertalent. Het theater presenteert circa 300 voorstellingen in de eigen programmering, veelal in serie. Het aantal ‘titels’ is circa 120. Daarbovenop zijn er nog zo'n 100 activiteiten van festivals en externe huurders.
Ieder jaar begint het nieuwe theaterseizoen met het festival Kikker Kiest, waarbij alle hoogtepunten van het vorige seizoen nog één keer te zien zijn.

## Podium Hoge Woerd
Op uitnodiging van de gemeente is Theater Kikker exploitant van Podium Hoge Woerd, geopend op 30 augustus 2015 in Castellum Hoge Woerd in de tot de gemeente Utrecht behorende woonplaats De Meern.